# UCI-Mountainbike-Weltcup 2010
Beim UCI-Mountainbike-Weltcup 2010 wurden durch die Union Cycliste Internationale Weltcup-Sieger in den Disziplinen Cross-Country, Downhill und Four Cross ermittelt.
Je Disziplin wurden sechs Wettbewerbe ausgetragen. Im Cross-Country fanden erstmals Wettbewerbe für Junioren statt.

## Cross-Country

### Frauen Elite
| Rnd | Datum      | Ort          | Erste               | Zweite               | Dritte           |
| --- | ---------- | ------------ | ------------------- | -------------------- | ---------------- |
| 1   | 25. April  | Dalby Forest | Irina Kalentieva    | Willow Koerber       | Kateřina Nash    |
| 2   | 2. Mai     | Houffalize   | Eva Lechner         | Willow Koerber       | Elisabeth Osl    |
| 3   | 23. Mai    | Offenburg    | Catharine Pendrel   | Georgia Gould        | Esther Süss      |
| 4   | 25. Juli   | Champéry     | Nathalie Schneitter | Eva Lechner          | Willow Koerber   |
| 5   | 1. August  | Val di Sole  | Maja Włoszczowska   | Catharine Pendrel    | Irina Kalentieva |
| 6   | 29. August | Windham      | Catharine Pendrel   | Marie-Hélène Prémont | Georgia Gould    |

Gesamtwertung
| Platz | Name              | Punkte |
| ----- | ----------------- | ------ |
| 1     | Catharine Pendrel | 1044   |
| 2     | Willow Koerber    | 865    |
| 3     | Eva Lechner       | 810    |
| 4     | Georgia Gould     | 798    |
| 5     | Esther Süss       | 744    |
| 6     | Elisabeth Osl     | 688    |

### Männer Elite
| Rnd | Datum      | Ort          | Erster               | Zweiter          | Dritter          |
| --- | ---------- | ------------ | -------------------- | ---------------- | ---------------- |
| 1   | 25. April  | Dalby Forest | Nino Schurter        | Julien Absalon   | Burry Stander    |
| 2   | 2. Mai     | Houffalize   | José Antonio Hermida | Manuel Fumic     | Wolfram Kurschat |
| 3   | 23. Mai    | Offenburg    | Julien Absalon       | Nino Schurter    | Jaroslav Kulhavý |
| 4   | 25. Juli   | Champéry     | Florian Vogel        | Jaroslav Kulhavý | Nino Schurter    |
| 5   | 31. Juli   | Val di Sole  | Nino Schurter        | Julien Absalon   | Florian Vogel    |
| 6   | 28. August | Windham      | Jaroslav Kulhavý     | Nino Schurter    | Florian Vogel    |

Gesamtwertung
| Platz | Name                 | Punkte |
| ----- | -------------------- | ------ |
| 1     | Nino Schurter        | 1136   |
| 2     | Julien Absalon       | 1040   |
| 3     | Jaroslav Kulhavý     | 1040   |
| 4     | Florian Vogel        | 795    |
| 5     | José Antonio Hermida | 795    |
| 6     | Mathias Flückiger    | 710    |

### Juniorinnen
| Rnd | Datum      | Ort          | Erste                  | Zweite                 | Dritte              |
| --- | ---------- | ------------ | ---------------------- | ---------------------- | ------------------- |
| 1   | 25. April  | Dalby Forest | Lisa Mitterbauer       | Julie Berteaux         | Laura Munizaga      |
| 2   | 2. Mai     | Houffalize   | Johanna Techt          | Pauline Ferrand-Prévot | Helen Grobert       |
| 3   | 23. Mai    | Offenburg    | Pauline Ferrand-Prévot | Johanna Techt          | Helen Grobert       |
| 4   | 25. Juli   | Champéry     | Jolanda Neff           | Helen Grobert          | Vania Schumacher    |
| 5   | 1. August  | Val di Sole  | Jolanda Neff           | Jana Belomoina         | Karolina Kalasova   |
| 6   | 29. August | Windham      | Yue Bai                | Aliciarose Pastore     | Florencia Espineira |

### Junioren
| Rnd | Datum      | Ort          | Erster                  | Zweiter            | Dritter         |
| --- | ---------- | ------------ | ----------------------- | ------------------ | --------------- |
| 1   | 25. April  | Dalby Forest | Michiel van der Heijden | Jens Schuermans    | Steven James    |
| 2   | 2. Mai     | Houffalize   | Michiel van der Heijden | Jordan Sarrou      | Jens Schuermans |
| 3   | 23. Mai    | Offenburg    | Michiel van der Heijden | Roger Walder       | Julien Trarieux |
| 4   | 25. Juli   | Champéry     | Julian Schelb           | Jeff Luyten        | Julien Trarieux |
| 5   | 1. August  | Val di Sole  | Jens Schuermans         | Maximilian Vieider | Jeff Luyten     |
| 6   | 29. August | Windham      | Jonas Pedersen          | Seth Kemp          | Brad Hudson     |

## Downhill

### Frauen Elite
| Rnd | Datum      | Ort          | Erste           | Zweite          | Dritte         |
| --- | ---------- | ------------ | --------------- | --------------- | -------------- |
| 1   | 16. mai    | Maribor      | Rachel Atherton | Sabrina Jonnier | Floriane Pugin |
| 2   | 6. Juni    | Fort William | Sabrina Jonnier | Rachel Atherton | Floriane Pugin |
| 3   | 20. Juni   | Leogang      | Sabrina Jonnier | Emmeline Ragot  | Floriane Pugin |
| 4   | 24. Juli   | Champéry     | Emmeline Ragot  | Sabrina Jonnier | Myriam Nicole  |
| 5   | 1. August  | Val di Sole  | Emmeline Ragot  | Sabrina Jonnier | Tracy Moseley  |
| 6   | 29. August | Windham      | Rachel Atherton | Tracy Moseley   | Emmeline Ragot |

Gesamtwertung
| Platz | Name            | Punkte |
| ----- | --------------- | ------ |
| 1     | Sabrina Jonnier | 1130   |
| 2     | Emmeline Ragot  | 1045   |
| 3     | Tracy Moseley   | 909    |
| 4     | Floriane Pugin  | 906    |
| 5     | Myriam Nicole   | 810    |
| 6     | Rachel Atherton | 685    |

### Männer Elite
| Rnd | Datum      | Ort          | Erster        | Zweiter      | Dritter            |
| --- | ---------- | ------------ | ------------- | ------------ | ------------------ |
| 1   | 16. Mai    | Maribor      | Greg Minnaar  | Gee Atherton | Brendan Fairclough |
| 2   | 6. Juni    | Fort William | Gee Atherton  | Cameron Cole | Greg Minnaar       |
| 3   | 20. Juni   | Leogang      | Greg Minnaar  | Gee Atherton | Aaron Gwin         |
| 4   | 24. Juli   | Champéry     | Gee Atherton  | Greg Minnaar | Brendan Fairclough |
| 5   | 1. August  | Val di Sole  | Marc Beaumont | Greg Minnaar | Gee Atherton       |
| 6   | 29. August | Windham      | Gee Atherton  | Greg Minnaar | Samuel Blenkinsop  |

Gesamtwertung
| Platz | Name               | Punkte |
| ----- | ------------------ | ------ |
| 1     | Gee Atherton       | 1229   |
| 2     | Greg Minnaar       | 1185   |
| 3     | Samuel Blenkinsop  | 864    |
| 4     | Aaron Gwin         | 757    |
| 5     | Marc Beaumont      | 633    |
| 6     | Brendan Fairclough | 606    |

## Four Cross

### Frauen Elite
| Rnd | Datum      | Ort          | Erste           | Zweite            | Dritte            |
| --- | ---------- | ------------ | --------------- | ----------------- | ----------------- |
| 1   | 1. Mai     | Houffalize   | Jana Horáková   | Anita Molcik      | Emmeline Ragot    |
| 2   | 15. Mai    | Maribor      | Fionn Griffiths | Sarsha Huntington | Anneke Beerten    |
| 3   | 5. Juni    | Fort William | Jana Horáková   | Anita Molcik      | Romana Labounková |
| 4   | 19. Juni   | Leogang      | Anneke Beerten  | Joanna Petterson  | Romana Labounková |
| 5   | 1. August  | Val di Sole  | Anneke Beerten  | Anita Molcik      | Katy Curd         |
| 6   | 29. August | Windham      | Anita Molcik    | Caroline Buchanan | Jana Horáková     |

Gesamtwertung
| Platz | Name              | Punkte |
| ----- | ----------------- | ------ |
| 1     | Anita Molcik      | 385    |
| 2     | Anneke Beerten    | 370    |
| 3     | Jana Horáková     | 270    |
| 4     | Fionn Griffiths   | 160    |
| 5     | Romana Labounková | 150    |
| 6     | Joanna Petterson  | 120    |

### Männer Elite
| Rnd | Datum      | Ort          | Erster             | Zweiter       | Dritter       |
| --- | ---------- | ------------ | ------------------ | ------------- | ------------- |
| 1   | 1. Mai     | Houffalize   | Jared Graves       | Tomáš Slavík  | Michal Prokop |
| 2   | 15. Mai    | Maribor      | Michal Maroši      | Jared Graves  | Joost Wichman |
| 3   | 5. Juni    | Fort William | Jared Graves       | Joost Wichman | Michal Prokop |
| 4   | 19. Juni   | Leogang      | Jared Graves       | Tomáš Slavík  | Michal Maroši |
| 5   | 1. August  | Val di Sole  | Roger Rinderknecht | Tomáš Slavík  | Michal Prokop |
| 6   | 29. August | Windham      | Jared Graves       | Michal Prokop | Tomáš Slavík  |

Gesamtwertung
| Platz | Name               | Punkte |
| ----- | ------------------ | ------ |
| 1     | Jared Graves       | 660    |
| 2     | Tomáš Slavík       | 475    |
| 3     | Joost Wichman      | 385    |
| 4     | Michal Prokop      | 333    |
| 5     | Michal Marosi      | 223    |
| 6     | Roger Rinderknecht | 205    |